# Boulevard Robert-Bourassa (Montréal)
Pour les articles homonymes, voir Boulevard Robert-Bourassa.
Le boulevard Robert-Bourassa (appelée rue University jusqu'au 15 mars 2015) est une importante voie du centre-ville de Montréal, au Québec. 

## Situation et accès
Orientée nord-sud, elle se situe dans la prolongation de l'autoroute 10, lorsque celle-ci débouche à partir de la rue Wellington menant vers le centre-ville. Elle est à la croisée des rues Notre-Dame, René-Lévesque, Sainte-Catherine et De Maisonneuve. À partir de la rue Sherbrooke, elle reprend le nom antécédent de rue University longeant l'Université McGill jusqu'à l'avenue des Pins.
De nombreux bâtiments notables sont situés sur sa partie sud, tels que la Place Ville-Marie, la Place Bonaventure, le Complexe Maisonneuve, la Maison de l'OACI et le 800 Saint-Jacques. Une colonnade entre les deux chaussées rappelle que l'artère se situe dans le Quartier international.

## Origine du nom
Elle honore Robert Bourassa qui fut premier ministre du Québec de 1970 à 1976 et de 1985 à 1994.

## Historique

### Rue University (1842-2013)
La majeure partie du tronçon reliant le boulevard René-Lévesque à la rue Sherbrooke fut cédée par la succession de Sir Thomas Phillips. Marchand, puis entrepreneur en construction, il devient conseiller municipal en 1840. Cette voie se terminait alors, au nord, à la rue Sherbrooke où s'amorçait un petit chemin menant à l'Université McGill et on la nomma rue University. Ce premier toponyme a été désigné le 30 novembre 1842.

### Nouvelle désignation (2014-2015)
Le 15 septembre 2014, pour rendre hommage à Robert Bourassa, premier ministre du Québec de 1970 à 1976 et de 1985 à 1994, la Ville de Montréal décide de renommer la majorité de la rue University en « boulevard Robert-Bourassa ».  Le boulevard s'étend des rues Sherbrooke à Notre-Dame Ouest, seule une portion au nord comprise entre la rue Sherbrooke et l'avenue des Pins conserve l'ancien toponyme. L'Université McGill a de nombreux bâtiments le long de cette rue, ainsi que l'une des entrées sur le campus, le portail Milton, au croisement avec la rue Milton.

### Prolongement par l'autoroute Bonaventure (2016-2017)
Inaugurée en 1967 dans le cadre des grands travaux d'infrastructure en vue de l'Expo 67, cette ancienne portion de l'autoroute 10 avait comme rôle de relier le centre-ville jusqu'au pont Champlain  tout en donnant accès, au passage, à la Cité-du-Havre et au pont de la Concorde qui conduit au parc Jean-Drapeau. Sa majeure partie était sur un viaduc car elle traversait des zones industrielles comme celle de Pointe-Saint-Charles et Griffintown à l'époque nommé Faubourg-des-Récollets. 

#### Projet de reconfiguration
Au fil du temps, les industries désertent Griffintown qui sera laissé à l'abandon pendant des décennies. Le projet, remontant à 2007, est proposé par le maire Gérald Tremblay et la société du Havre de Montréal afin de remplacer la structure élevée de l'autoroute par un boulevard urbain. Les travaux de démolition commencent en été 2016 , alors même qu'on propose un autre projet, immobilier celui-là, dans Griffintown visant à favoriser sa renaissance.

#### Ouverture
Le 6 septembre 2017, on inaugure le prolongement du boulevard Robert-Bourassa qui s'étend maintenant sur les anciennes voies déjà existantes des rues Duke et Nazareth jusqu'à la rue Wellington. On y trouve également au milieu un parc linéaire avec aménagements récréatifs, une aire de jeu pour enfants et l'imposante sculpture Source de l'artiste espagnol Jaume Plensa. Héritage Montréal critique le manque de références historiques sur les lieux, à l'opposé de ce que promettait le site du projet de rehausser l'histoire industrielle et portuaire.

## Bâtiments remarquables et lieux de mémoire

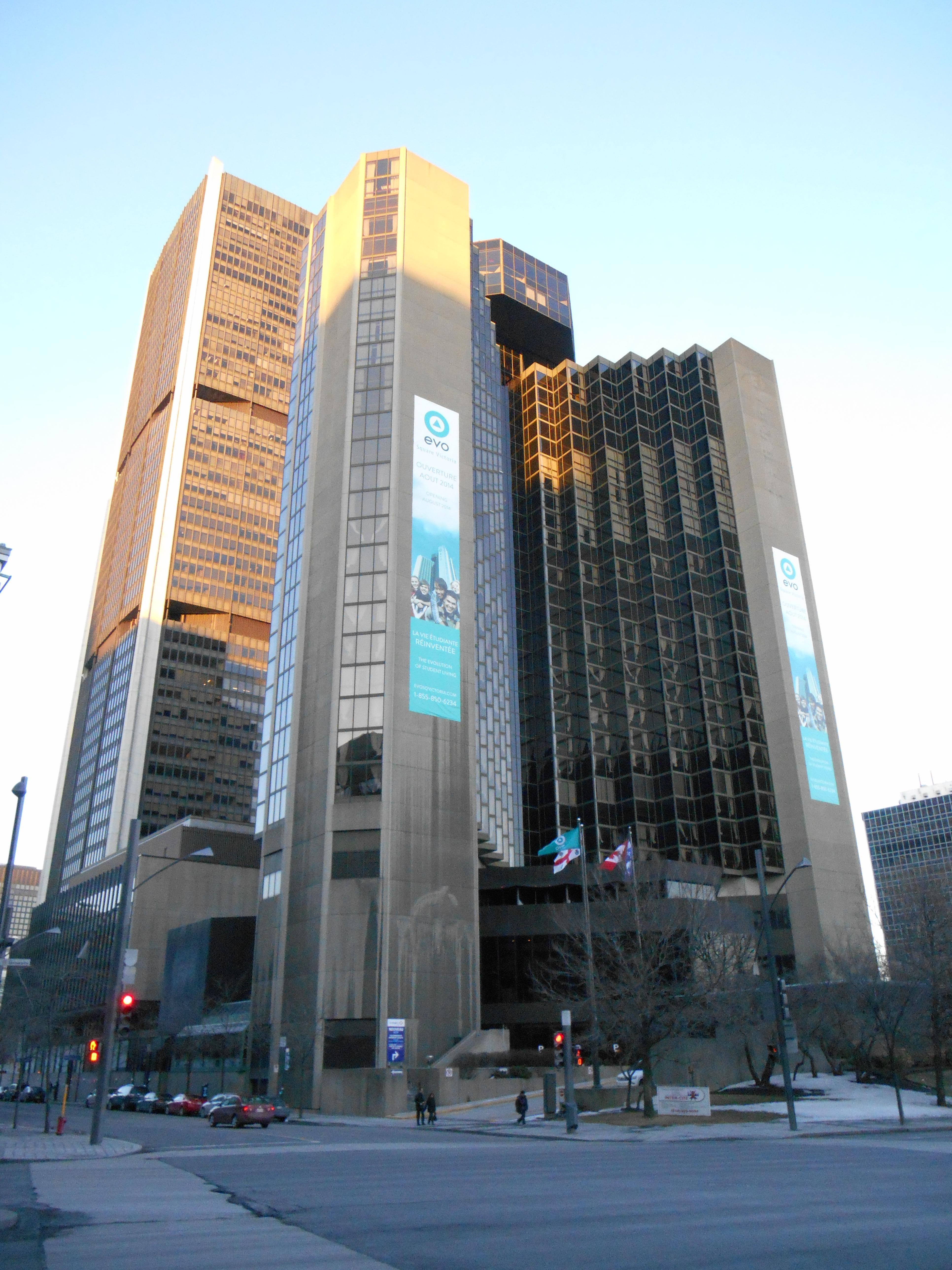
777 : Evo Square Victoria
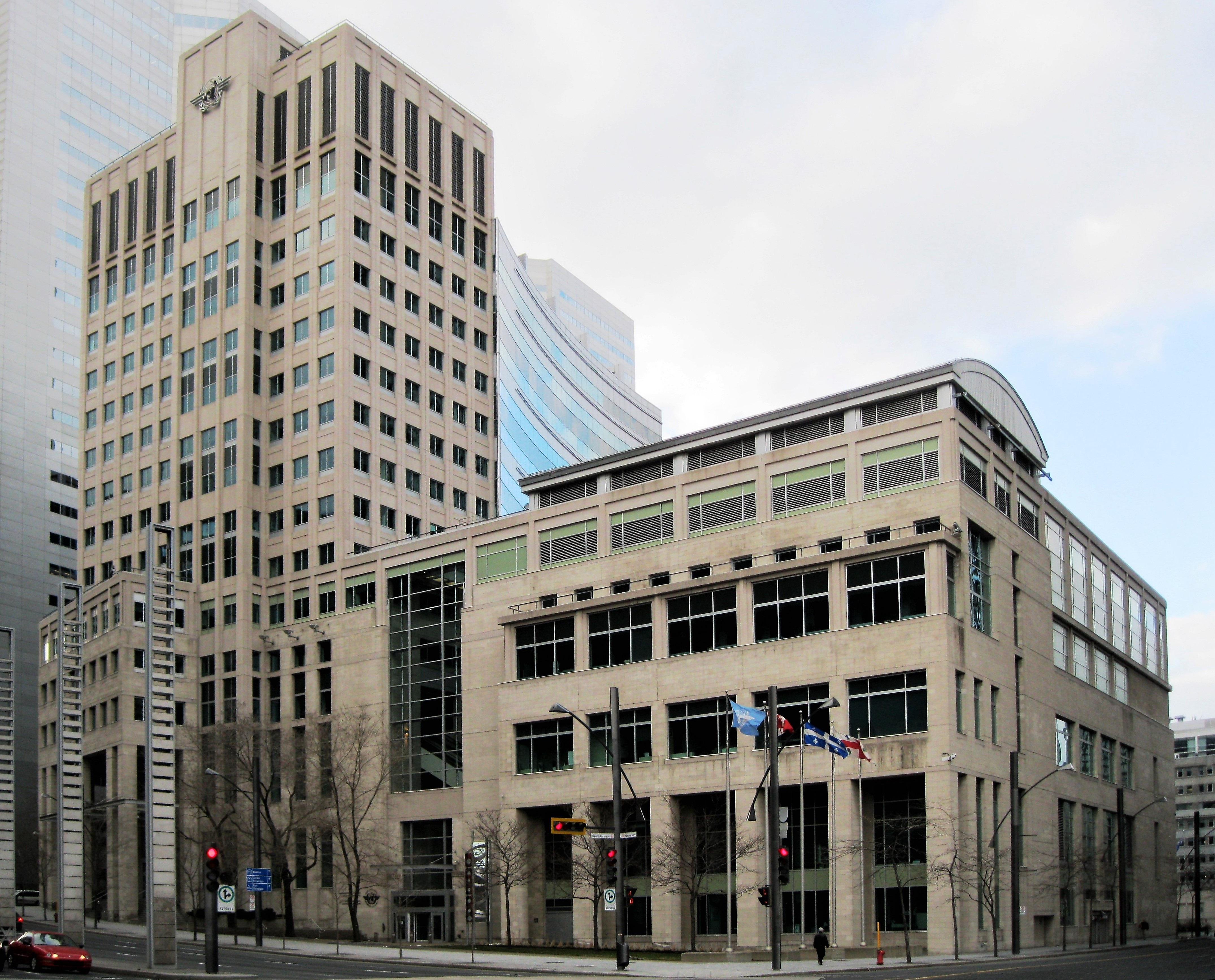
999 : La Maison de l'OACI
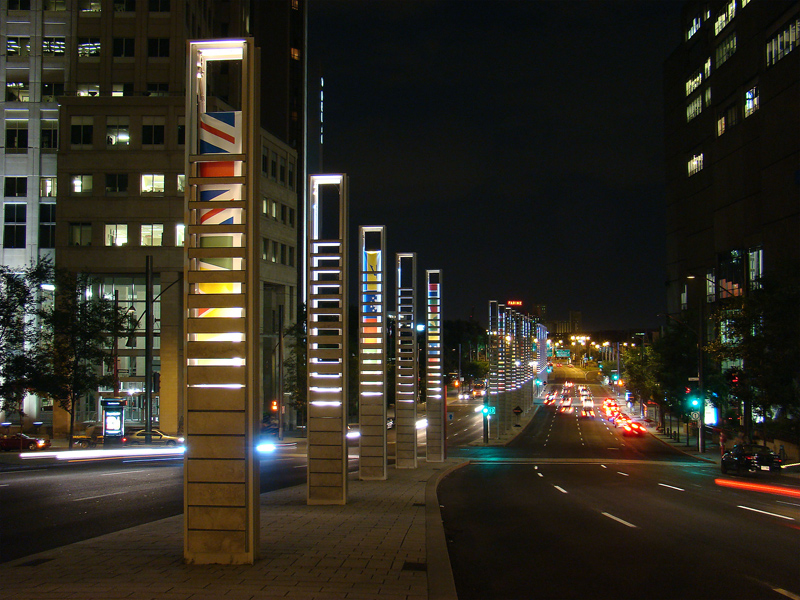
Au coin de la rue De La Gauchetière
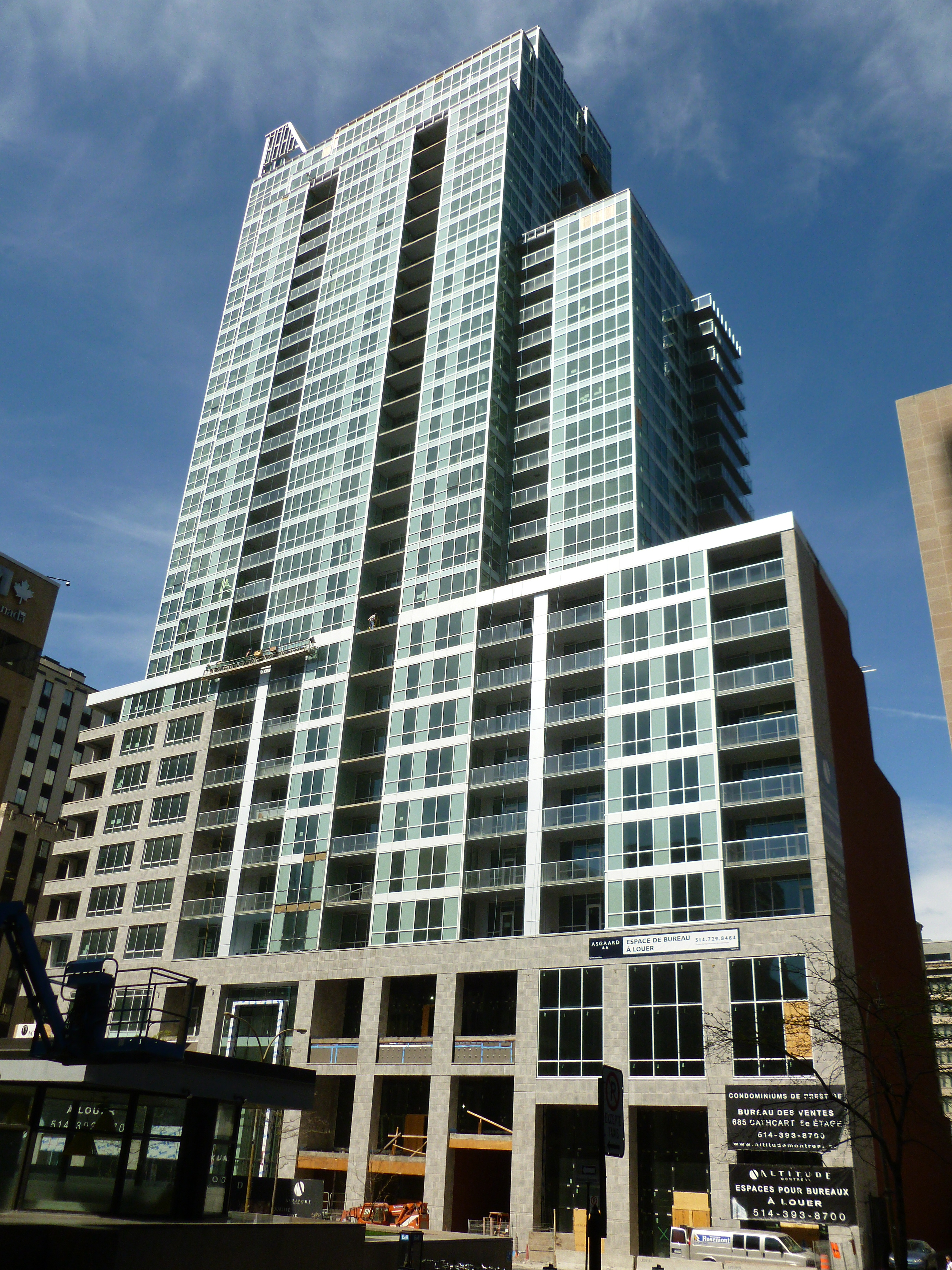
1195 : Altitude Montréal
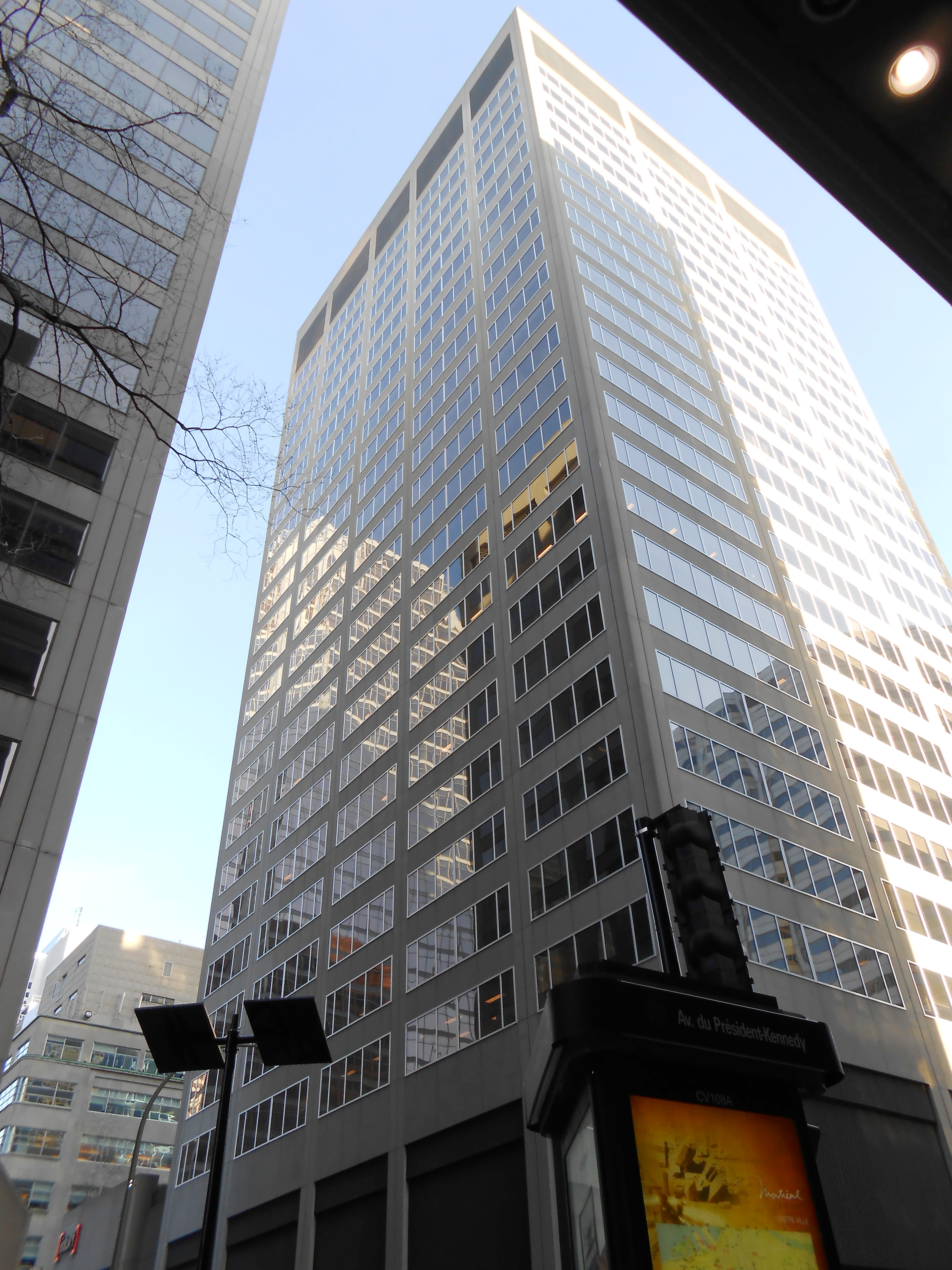
2020 : Tour Intact

## Source
- Ville de Montréal. Bureau du patrimoine, de la toponymie et de l'expertise.